# HSホールディングス
HSホールディングス株式会社（英: HS Holdings Co.,Ltd.）は、東京都港区に本社を置く持株会社である。独自の金融コングロマリット構想でサービスを提供し、モンゴルのハーン銀行や、キルギスのキリギスコメルツ銀行を連結子会社としている。旧商号は澤田ホールディングス株式会社。
かつてはエイチ・アイ・エス (HIS) グループに属し、全株式をHIS会長の澤田秀雄に譲渡して社名を変更するも、2021年までHISと同じ場所に本社を構え、澤田が代表取締役会長を務めた。
2022年現在は、セイコーホールディングス創業家の一族で、元セイコーインスツル会長の服部純市が実質的オーナーとされる。

## 沿革
- 1958年（昭和33年）1月 - 合同証券株式会社を継承して、協立証券株式会社を設立。
- 1999年（平成11年）4月 - エイチ・アイ・エス協立証券株式会社となる。
- 2001年（平成13年）10月 - （旧）エイチ・エス証券株式会社に社名変更。
- 2002年（平成14年）7月 - 本社を東京都渋谷区道玄坂1-12-1に変更。
- 2004年（平成16年）
  - 7月 - 本社を東京都新宿区西新宿6-8-1 住友不動産新宿オークタワー27Fに移転。
  - 10月 - 大阪証券取引所ニッポン・ニュー・マーケット-「ヘラクレス」に上場。
  - 12月 - ジャスダック取引参加者となる。
- 2007年（平成19年）4月 - （旧）エイチ・エス証券株式会社、会社分割により、証券業等の金融事業をエイチ・エス証券分割準備株式会社を経て（新）エイチ・エス証券株式会社に承継。澤田ホールディングス株式会社に商号変更して、持株会社となった。
- 2021年（令和3年）
  - 11月 - 代表取締役かつ筆頭株主であった澤田秀雄が保有株式の一部を、第2位株主であったワールド・キャピタル株式会社が保有全株式を、それぞれウプシロン投資事業有限責任組合に譲渡し、ウプシロン投資事業有限責任組合が筆頭株主となる[2]。
  - 12月 - 澤田秀雄が代表取締役会長を退任[3]。
- 2022年（令和4年）
  - 1月 - HSホールディングス株式会社に商号変更[4]。
  - 3月 - エイチ・エス証券株式会社の全株式をJトラスト株式会社に譲渡[5][6]。
  - 10月 - エイチ・エス債権回収株式会社の全株式を株式会社きらぼし銀行に譲渡[7]。
  - 12月 - 当社社外取締役を務める個人に株式会社STAYGOLDの全株式を譲渡[8]。
- 2023年（令和5年）2月 - SBIホールディングスが保有していた大東銀行の全株式（19.5%分）を取得[9][10]。

## 傘下企業

### 連結子会社
- ハーン銀行（モンゴル語版）（ モンゴル、ウランバートル）
- キルギスコメルツ銀行（ キルギス、ビシュケク）
- H.S. International (Asia) Limited（ 香港）

### 持分法適用会社
- ソリッド銀行（ ロシア）

### かつてのグループ企業
- iXIT株式会社 - 2020年8月、エキサイトに保有する全株式を売却した[11]。
- エイチ・エス証券株式会社 - 2022年3月、Jトラストに全株式を売却した。
- 株式会社外為どっとコム - 2022年9月、伊藤忠商事に保有する全株式を売却した[12][13]。
- エイチ・エス債権回収株式会社 - 2022年10月、きらぼし銀行に全株式を売却した。
- 株式会社STAYGOLD - 2022年12月、個人に全株式を売却した。
- エイチ・エス・フューチャーズ - 2015年12月清算。